# Magnificat (film, 2023)
Pour les articles homonymes, voir Magnificat (homonymie).
Pour plus de détails, voir Fiche technique et Distribution.
Magnificat est un film dramatique policier français réalisé par Virginie Sauveur et sorti en 2023. C'est une adaptation du roman d'enquête Des femmes en noir d’Anne-Isabelle Lacassagne qui interroge la place des femmes dans l’Église d’aujourd’hui.

## Synopsis
À la mort d’un prêtre, Pascal, la chancelière du diocèse Charlotte Rivière, interprétée par Karine Viard, découvre abasourdie qu’il s’agissait d’une femme !
Contre l’avis de monseigneur Mével, interprété par François Berléand, et de son auxiliaire qui souhaite étouffer l’affaire, elle mène l’enquête pour comprendre comment et avec quelles complicités une telle imposture a été possible.
Seule, Charlotte va interroger les personnes qui ont connu Pascal et chercher à comprendre les raisons qui l'ont mené à ce choix et aux stratégies qu’il a déployées pour parvenir à assouvir sa vocation.

## Fiche technique
Sauf indication contraire, les informations mentionnées dans cette section peuvent être confirmées par les bases de données cinématographiques IMDb et Allociné,  présentes dans la section « Liens externes ».
- Titre original : Magnificat
- Réalisation : Virginie Sauveur
- Scénario : Virginie Sauveur et Nicolas Silhol, d'après l'œuvre d'Anne-Isabelle Lacassagne
- Musique : Nathaniel Mechaly
- Décors : Lise Péault
- Costumes : Anne Schotte
- Photographie : Noémie Gillot
- Stagiaire image :  Nina Richard
- Montage : Thibaut Damade
- Son : Matthieu Leroy, Benjamin Rosier et Éric Bonnard
- Production : Bruno Levy, Josselyn Bossenec, Bertrand Cohen et Stéphane Meunier
- Sociétés de production : Move Movie, Terence Films et Orange Studio
- Sociétés de distribution : Orange Studio
- Budget : 2,8 millions d'€
- Pays de production :  France
- Langue originale : français
- Format : couleur — 2,35:1
- Genre : Drame policier
- Durée : 97 minutes
- Dates de sortie :
  - États-Unis : 23 mars 2023 (Sonoma)
  - France : 21 juin 2023

## Distribution
Sauf indication contraire ou complémentaire, les informations mentionnées dans cette section proviennent du générique de fin de l'œuvre audiovisuelle présentée ici.
- Karin Viard : Charlotte Rivière
- François Berléand : monseigneur Mével
- Patrick Catalifo : l'auxiliaire
- Patrick d'Assumçao : le docteur Grammel
- Anaïde Rozam : Anne
- Maxime Bergeron : Thomas, le fils de Charlotte
- Nicolas Cazalé : Jérémy
- Benoît Allemane : le père Lataste
- Clotilde Mollet : Béatrice
- Francis Leplay : maître Blanc
- Annie Mercier : madame Marsac
- Stéphanie Michelini : Mathilde Moineau

## Production

### Tournage
Certaines scènes se déroulent sur les plages des Saintes-Maries-de-la-Mer.

## Accueil
Le film est sorti le 21 juin 2023 et ne fait pas l'unanimité. Les faiblesses narratives sont souvent mise en avant, par contre plusieurs critiques se rejoignent sur l'intérêt porté sur la place des femmes dans le catholicisme.
- La radio RCF pour qui la réalisatrice évoque la place des femmes dans l'Église catholique a raté son sujet, mais met en avant la forte volonté de garder des secrets au sein de l'institution de la religion. À ce titre, pour les chroniqueurs de l'émission Effervescence, le film "rate son sujet". En revanche, il évoque avec justesse une autre question : celle de la vérité face à la volonté de protéger l'institution ecclésiale.[3]
- Première estime que le film est trop scolaire pour convaincre.[4]
- Le premier film de Virginie Sauveur évoque avec tact le tabou des femmes prêtres dans l’église. Karin Viard est épatante. Selon Olivier Delcroix – Le Figaro[5]
- L'église Catholique en France quant à elle estime qu'il y a trop de sujets traités au sein du film Les questions que le film prétend poser sont celles du débat public : l’ordination des femmes, l’exercice de l’autorité dans l’Église, la culture du secret, la sexualité. Mais qui trop embrasse, mal étreint. Virginie Sauveur en prétendant tout aborder dans un seul film charge son intrigue et la rend indigeste et surtout inefficace. En vérité, elle est passée à côté du sujet de ce qui aurait pu être un vrai film : non pas la mort de cette femme qui s’est fait passer pour un homme afin d’être prêtre mais la vie de ce prêtre-femme qui devait se faire passer pour un homme. Là, il y aurait eu matière à nouer une intrigue tout à la fois romanesque et en même temps, peut-être, utile pour interroger l’Église institutionnelle sur la place des femmes dans le sacerdoce[6]. Fiche de l’Observatoire Foi et Culture du 19 juillet 2023, no 28, à propos de Magnificat, film de Virginie Sauveur (juin 2023)
- Paris Match estime que le film sait manier le thriller et le questionnement sociétal sans surligner le propos, posant des questions sur le mensonge, la dissimulation et les dogmes. Un sujet sensible, abordé avec finesse.[7]

Anne-Isabelle Lacassagne, l'autrice du roman Des femmes en noir qui a inspiré le producteur Josselyn Bossennec, le scénariste Nicolas Sihol et la réalisatrice Virginie Sauveur dit avoir été touchée par le résultat final. Quand elle a écrit et publié son livre, elle travaillait au Diocèse de Nanterre. Magnificat rend palpable ce drôle de chemin qu’est la vocation.[...] Virginie Sauveur nous plonge dans cette eau, celle des commencements, Ce film est un appel à rêver plus haut, plus grand, à écouter la petite voix qui nous chuchote que tout est possible.[...] Elle nous a rendu justice, nous les femmes, les oubliées, les discrètes, celles à qui on ne demande leur avis que pour s’en passer